# Michael Skibbe
Michael Heinz Skibbe (* 4. August 1965 in Gelsenkirchen) ist ein deutscher Fußballtrainer und ehemaliger Fußballspieler. Er ist Trainer bei Sanfrecce Hiroshima.

## Karriere

### Als Spieler
In seiner Jugend spielte Skibbe bei der SG Wattenscheid 09. Mit ihr wurde er 1982 Deutscher B-Jugendmeister. Anschließend wechselte er zum FC Schalke 04. In der Saison 1983/84 lief er einmal für Schalke in der 2. Bundesliga auf. Am Ende dieser Spielzeit stieg Schalke auf. Zwischen 1984 und 1986 absolvierte er für den Verein 14 Bundesliga-Spiele, bis seine Karriere durch zwei Kreuzbandrisse im linken Knie sowie durch eine zusätzliche Meniskusverletzung ein jähes Ende fand.
1983 gehörte er bei der U-18-Europameisterschaft in England zum deutschen Aufgebot und bildete dort mit Herbert Hoos und Manfred Pomp das Mittelfeld. Phasenweise gehörte Skibbe zu zwei Jugendnationalmannschaften gleichzeitig.

### Als Trainer

#### Schalke und Dortmund
Im Alter von 22 Jahren wurde er zum Sportinvaliden und begann eine Karriere als Trainer im Jugendbereich von Schalke 04. Durch eine Anfrage von Rudi Assauer wurde Skibbe Trainer der B-Jugend von Schalke und löste den bisherigen Trainer Günther Thon, den Vater von Olaf Thon, ab. Im Jahr 1989 wechselte er als Jugendkoordinator zu Borussia Dortmund, wo er 1994 Trainer der A-Jugendmannschaft und 1997 Trainer der Amateurmannschaft wurde. Im Jahr 1998 übernahm er als Nachfolger von Nevio Scala den Posten des Cheftrainers der Bundesligamannschaft. Skibbe führte den Verein in seiner ersten Saison auf den vierten Platz. Nach anderthalb Jahren und einer Serie von 16 Partien mit nur zwei Siegen wurde Skibbe nach dem 18. Spieltag der Saison 1999/2000 als Cheftrainer entlassen und wieder auf die Position des Nachwuchskoordinators gesetzt.

#### DFB
Den Posten als Nachwuchskoordinator des BVB gab er auf, als er ein Angebot des DFB zur Leitung der deutschen A-Nationalmannschaft erhielt. Zusammen mit Rudi Völler, der selbst keine Trainerlizenz besaß, bildete er in den Jahren 2000 bis 2004 eine Doppelspitze im DFB-Team. In der Außendarstellung war er der „zweite Mann“, die Verantwortung für die Mannschaft übernahm Völler. Nach dem Ausscheiden der Nationalelf in der Vorrunde der Europameisterschaft 2004 in Portugal traten Skibbe und Völler am 24. Juni 2004 als Nationaltrainer zurück. Skibbe fungierte anschließend vom 24. August 2004 bis zum 9. Oktober 2005 als DFB-Jugendkoordinator und Trainer der U-18-Nationalmannschaft. Im Sommer 2005 betreute er die deutsche U-20-Auswahl bei der Weltmeisterschaft in den Niederlanden.

#### Bayer 04 Leverkusen

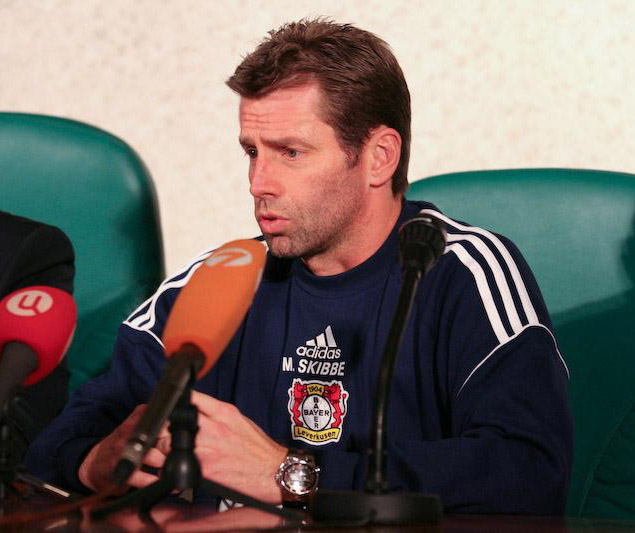
Skibbe während seiner Zeit in Leverkusen (2007)

Vom 9. Oktober 2005 bis zum 21. Mai 2008 war Skibbe Cheftrainer von Bayer 04 Leverkusen, wo sein früherer Kollege Rudi Völler wieder Sportdirektor war. Nach einer guten Hinrunde in der Saison 2007/08 folgte eine schlechte Rückrunde, in der zuerst die Champions League und am letzten Spieltag der Einzug in den UEFA-Pokal verspielt wurde. Aus diesem Grund entschied sich der Werksklub, den Vertrag mit Skibbe vorzeitig zu beenden. Skibbe war der erste Leverkusener Trainer seit der erstmaligen Teilnahme des Vereins am Wettbewerb in der Saison 1997/98, der nicht in die Champions League eingezogen ist (abgesehen von nur kurzzeitig aktiv gewesenen Interimstrainern).
Skibbes größter Erfolg in Leverkusen war eine Siegesserie von sieben Bundesliga-Spielen in Folge in der Rückrunde seiner ersten Saison.

#### Galatasaray Istanbul
Per Saisonbeginn 2008/09 übernahm Skibbe, mit einem Einjahresvertrag plus Option ausgestattet, Galatasaray Istanbul. Im Vorjahr war der Verein noch von Karl-Heinz Feldkamp trainiert worden. Der Klub trennte sich sechs Spieltage vor Schluss von Letzterem und Assistent Cevat Güler führte den Verein noch zur Meisterschaft. Galatasaray ging also als Titelverteidiger unter dem neuen Cheftrainer Michael Skibbe in dessen erste Saison.
Bereits kurz vor Ligastart gewann er den ersten Titel seiner Karriere: Im Finale um den türkischen Supercup setzte sich seine Mannschaft mit 2:1 gegen Kayserispor durch. Nach dem knappen Verpassen der Champions League gegen Steaua Bukarest stand er in der öffentlichen Kritik und wurde am 23. Februar 2009 nach einer 2:5-Niederlage am 21. Spieltag gegen den Aufsteiger Kocaelispor entlassen. Galatasaray befand sich zu diesem Zeitpunkt auf Platz fünf. Bülent Korkmaz übernahm Skibbes Stelle bis zum Saisonende, konnte aber am fünften Platz auch nichts mehr ändern, wenngleich es ihm gelang den Abstand auf Platz eins von acht auf zehn Punkte zu expandieren.

#### Eintracht Frankfurt
Am 5. Juni 2009 wurde er bei Eintracht Frankfurt Nachfolger des zurückgetretenen Friedhelm Funkel. Am 22. März 2011 wurde er entlassen, obwohl seiner Mannschaft zuvor der erste Rückrundensieg gelungen war, nachdem sein Team nach Platz 7 in der Hinrunde in der Rückrunde mit nur fünf Punkten aus zehn Spielen bis in die Abstiegsränge gestürzt war. Nachfolger wurde Christoph Daum. Unter Skibbe blieb die Eintracht 793 Minuten in Folge ohne Tor.

#### Eskişehirspor
Am 17. Juli 2011 einigte sich Michael Skibbe mit dem türkischen Erstligisten Eskişehirspor auf einen Dreijahresvertrag. Sein Debüt an der Seitenlinie gab er am 10. September 2011 im Spiel gegen Beşiktaş Istanbul, das mit einem 2:1-Sieg endete. In der Hinrunde holte Skibbe in 17 Spielen 30 Punkte und führte das Team auf den vierten Tabellenplatz. Eskisehirspor wurde zur Mannschaft des Jahres gekürt, und der von ihm zum Verein geholten Ex-Dortmunder Brasilianer Dedê wurde als Spieler der Hinrunde ausgezeichnet. Skibbe – wie auch viele Spieler und Angestellte – wurde monatelang vom Verein nicht bezahlt, da offensichtlich keine finanzielle Grundlage vorhanden war. Er entschloss sich, die FIFA einzuschalten, gegen den Verein zu klagen und diesen zu verlassen.

#### Hertha BSC
Am 22. Dezember 2011 stellte Hertha BSC Skibbe als neuen Chef-Trainer des Vereins vor. Skibbe machte von seiner Ausstiegsklausel zum 31. Dezember 2011 bei Eskişehirspor Gebrauch und unterschrieb in Berlin einen Zweieinhalb-Jahres-Vertrag bis zum 30. Juni 2014. Nach drei Bundesliganiederlagen in Folge folgte das Aus im DFB-Pokal. Nachdem die Hertha auch das Bundesligaspiel danach 0:5 beim VfB Stuttgart verloren hatte, wurde er nach nur fünf Pflichtspielen und fünfzig Tagen Amtszeit entlassen, wobei er keinen einzigen Punkt holen konnte. Sowohl nach Dauer der Amtszeit als auch nach Anzahl der Pflichtspiele war dies eine der schnellsten Entlassungen eines eigentlich als langfristige Lösung geplanten Trainers in der Bundesligageschichte. Skibbe hatte bei der Hertha einen Vertrag bis 2014, was ihm nach Angaben der BILD-Zeitung vom 13. Februar 2012 eine Abfindung in Höhe von 500.000 Euro einbrachte (zuzüglich 150.000 Euro bereits verdienten Gehalts). Die BILD bezifferte seine aus dem Arbeitsverhältnis resultierenden Einnahmen unter dem Strich mit etwa 15.000 Euro pro Tag, den er in Berlin gearbeitet hatte, womit er ebenfalls ein Stück Bundesligageschichte schrieb. Skibbe selbst bezeichnet den Vertrag in Berlin als Fehler, da er im Vorfeld die wahre Lage des Vereins nicht hätte erkennen können.

#### Kardemir Karabükspor
Im Mai 2012 verpflichtete der türkische Erstligist Kardemir Karabükspor Skibbe. Er unterschrieb einen Vertrag über zwei Jahre bis zum 30. Juni 2014. Skibbe wurde nach dem 10. Spieltag der Saison 2012/13 wieder entlassen. Seine Mannschaft gewann nur zwei Ligaspiele und war mit neun Punkten aus zehn Spielen auf den 16. Tabellenplatz abgerutscht.

#### Grasshopper Club Zürich
Am 15. Juni 2013 bestätigte der Schweizer Vize-Meister Grasshopper Club Zürich die Verpflichtung von Michael Skibbe. Er unterschrieb einen Vertrag für eine Saison, im Erfolgsfall sollte sich der Vertrag automatisch um ein weiteres Jahr verlängern. Im Januar 2014 wurde sein Vertrag vorzeitig bis zum 30. Juni 2015 verlängert. Im Januar 2015 gaben die Zürcher die einvernehmliche Trennung von Skibbe bekannt, da dieser sich „beruflich neu orientieren“ wolle.

#### Eskişehirspor
Am 9. Januar 2015 verpflichtete Eskişehirspor Skibbe erneut. Nach vier Niederlagen in Folge in der Süper Lig Saison 2015/16 trennte sich der Klub am 11. Oktober 2015 wieder von Skibbe.

#### Griechische Nationalmannschaft
Von Oktober 2015 bis Oktober 2018 war Skibbe Cheftrainer der griechischen Nationalmannschaft. In der Qualifikationsgruppe zur WM 2018 erreichte Skibbe mit den Griechen Platz zwei und zog damit in die Play-offs ein, wo das Team gegen Kroatien scheiterte. Im Anschluss verlängerte Skibbe seinen Vertrag bis Ende 2019. Skibbe sei es gelungen, „aus einem wilden Haufen, gegen den jede andere Mannschaft gewinnen konnte, wieder eine Mannschaft zu machen“, meinte Verbandschef Evangelos Grammenos. Am 25. Oktober 2018 gab der griechische Verband nach Niederlagen in der C-Liga der Nations League gegen Ungarn und Finnland seine Entlassung bekannt. Der 65-jährige Angelos Anastasiades wurde zum Nachfolger bestellt.

#### Rückkehr zum BVB
Zur Saison 2019/20 übernahm Skibbe die A-Jugend (U19) von Borussia Dortmund, die in der Bundesliga West spielte, und wurde gleichzeitig Chefausbilder der Jugendmannschaften des BVB. Anfang Mai 2020 gab der Verein bekannt, Skibbe zur Folgesaison als Übungsleiter der zweiten Mannschaft, die er bereits bis 1998 betreut hatte, einsetzen zu wollen. Deren bisheriger Trainer Mike Tullberg sollte hingegen die A-Jugend übernehmen.
Noch Ende Mai 2020 trennte sich der Verein jedoch von Skibbe, dessen Vertrag bis 2022 verlängert worden war. 

#### al-Ain FC
Am 17. Oktober 2020 stellte ihn der Al-Ain FC in der UAE Pro League als Trainer ein. Im Januar 2021 entließ ihn der Verein aufgrund von Erfolglosigkeit wieder.

#### Sanfrecce Hiroshima

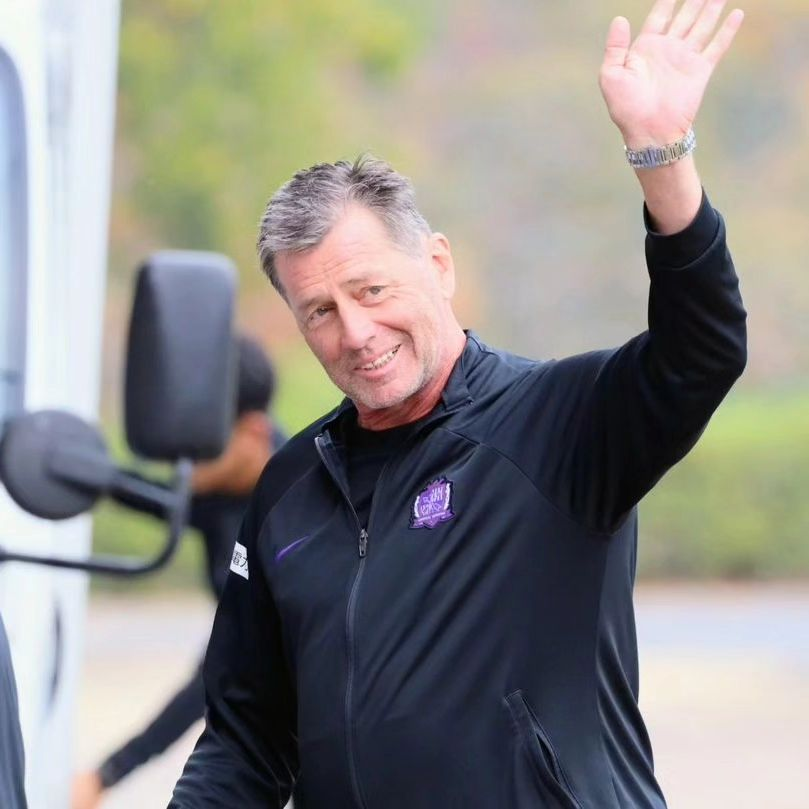
Skibbe bei Sanfrecce Hiroshima (2023)

Im Februar 2022 unterschrieb Skibbe einen Vertrag beim japanischen Erstligisten Sanfrecce Hiroshima in Hiroshima. Am 15. Oktober 2022 stand Skibbe mit seiner Mannschaft im Endspiel des Japanischen Fußballpokals. Das Finale gegen den Zweitligisten Ventforet Kofu verlor man im Elfmeterschießen. Nur eine Woche später stand er mit Hiroshima im Endspiel des Japanischen Ligapokals. Hier besiegte man Cerezo Osaka mit 2:1. In der Meisterschaft wurde er zudem Tabellendritter. Als zweiter Deutscher nach Guido Buchwald wurde er in der Folge als Trainer des Jahres ausgezeichnet. Nach einem erneuten dritten Tabellenplatz wurde er mit dem Klub in der J1-League-Spielzeit 2024 hinter Vissel Kōbe Vizemeister, in der AFC Champions League Two 2024/25 schied er zudem mit der Mannschaft im Viertelfinale gegen den späteren Finalisten Lion City Sailors aus Singapur aus. Im Herbst 2024 wurde er ein zweites Mal als Trainer des Jahres ausgezeichnet.

## Erfolge

### Als Spieler
- Deutscher B-Jugend-Meister mit der SG Wattenscheid 09 (1982)

### Als Trainer

#### Verein
Galatasaray Istanbul
- Türkischer Supercupsieger: 2008

Sanfrecce Hiroshima
- Japanischer Ligapokalsieger: 2022

#### Nationalmannschaft
- Weltmeisterschaft: Finale 2002 (Vize-Weltmeister)

## Auszeichnungen
- Bundesverdienstkreuz am Bande (2002)[27]

J1 League
- Trainer des Monats: August 2022[28]

## Privates
Skibbe ist verheiratet und hat vier Töchter.